# Sterzi
Sterzi is een historisch merk van motorfietsen.
De bedrijfsnaam was: Moto Sterzi, Cologne, Brescia. 
Sterzi was een Italiaans merk dat in 1947 begon met de productie van 98-, 123- en 147cc-tweetakten en een 47cc-kopkleppertje met een door een ketting aangedreven bovenliggende nokkenas, de “Pony”. Ook stond een 175cc kopklepper op  het programma. De laatste modellen, die tot ca. 1963 gebouwd werden, hadden 158- en 173cc-motoren. 